# ウォルト・ディズニー・インターナショナル
ウォルト・ディズニー・インターナショナル（英: Walt Disney International）はウォルト・ディズニー・カンパニー（ウォルト・ディズニー・ダイレクト・トゥ・コンシューマー&インターナショナル）の国際展開を目的とした企業である。

## 概要
ウォルト・ディズニー・インターナショナルはアメリカ以外の地域で東京ディズニーリゾートを除いたディズニーパークや関連の事業を展開している会社である。子会社には日本法人のウォルト・ディズニー・ジャパンなどがある。
映画の吹き替えについてはディズニー・キャラクター・ボイス・インターナショナルが行っている。

## 歴史
- 1992年6月12日、アメリカの親会社であるウォルト・ディズニー・カンパニーの英国法人の子会社として旧社名のウォルト・ディズニー・ホールディングスの名称で設立される。
- 1994年6月、ウォルト・ディズニー・ホールディングスはGMTV社に100万ポンドの投資を行なった[1]。
- 1996年、ウォルト・ディズニー・ホールディングスは、子会社に339万ポンドを投資した[1]。
- 1997年4月15日、ウォルト・ディズニー・ホールディングスは、映画の制作と配給を担当するウォルト・ディズニー・スタジオ・ホーム・エンターテイメントの英国子会社であるブエナビスタ・ホームエンターテイメント・リミテッド5と合併[2]。
- 1998年、ウォルト・ディズニー・ホールディングスは、ウォルト・ディズニー・アニメーションUK Lmited 6の閉鎖を発表。
- 1999年、ウォルト・ディズニー・ホールディングスはウォルト・ディズニー・インターナショナルに改名[3]。
- 2017年4月25日、ウォルト・ディズニー・インターナショナルの社長であるアンディバードは、ウォルト・ディズニー・インドのボリウッド映画の製作中止を発表。
- 2019年、ウォルト・ディズニー・カンパニー（ウォルト・ディズニー・スタジオ）と20世紀フォックス（21世紀フォックス）の買収により[4][5]、再編成される。

1999年2月25日、ロバート・アイガーはCEOになりABCグループとウォルト・ディズニー・インターナショナルの社長に就任。同年、ディズニーは、GM 1995 Ltdの残りの50%をLaw Debenture Trustから購入した。2005年6月27日、ブエナビスタメディアトラッキングヨーロッパはディズニーモバイルリミテッド13になる。2006年3月9日、WDI はロシアにおけるディズニーの利益を管理するためにウォルトディズニーカンパニー（ロシア）の設立を発表した。同年、Disney Mobile LimitedはDisney LimitedによってAdventuresに名前が変更された。ブエナビスタメディアトラッキングヨーロッパとその後のディズニーモバイルリミテッドでのSuperComm Europeの名称変更は、英国では新しい会社を作成するよりも会社の名前を変更して活動を変更する方が安価であることを示している。

## 子会社
本社があるアメリカ以外にもアジアからアフリカ、ヨーロッパまで世界中に拠点をおいている。
- ウォルト・ディズニー・リミテッド
- ウォルト・ディズニー・フランス
- ウォルト・ディズニー・ドイツ
- ウォルト・ディズニー・イタリア
- ウォルト・ディズニー・イベリア
- ウォルト・ディズニー・アフリカ
- ウォルト・ディズニー・ジャパン
- ウォルト・ディズニー・コリア
- ウォルト・ディズニー・チャイナ
- ウォルト・ディズニー・インド
- ウォルト・ディズニー・ラテンアメリカ
- ウォルト・ディズニー・オーストラリア
- ウォルト・ディズニー・ロシア